# Заита-Дромо
Заита-Дромо је насеље у Италији у округу Ређо ди Калабрија, региону Калабрија.
Према процени из 2011. у насељу је живело 274 становника. Насеље се налази на надморској висини од 65 м.